# Toni Bertorelli
Antonio "Toni" Bertorelli, född 18 mars 1948 i Barge, Piemonte, död 26 maj 2017 i Rom, var en italiensk skådespelare.

## Roller i urval
- 1992 – Morte di un matematico napoletano
- 1995 – Pasolini - ett italienskt brott
- 2001 – Ett rum i våra hjärtan
- 2002 – L'ora di religione
- 2004 – The Passion of the Christ
- 2006 – Kajmanen - B-filmarens revansch
- 2007 – Silk
- 2016 – The Young Pope (TV-serie)